# Aratinga solstitialis
Aratinga solstitialis là một loài chim trong họ Psittacidae.

## Hình ảnh

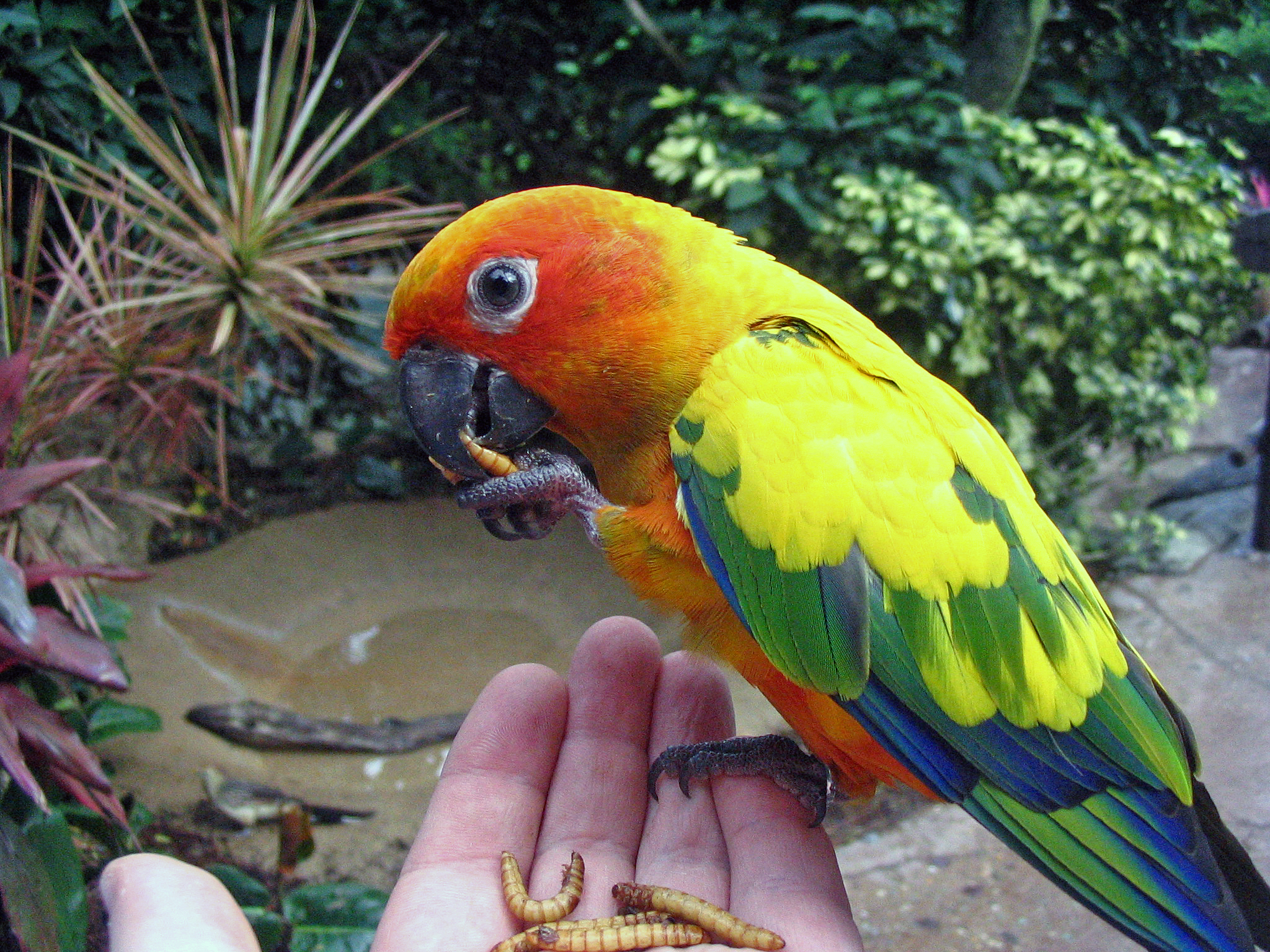
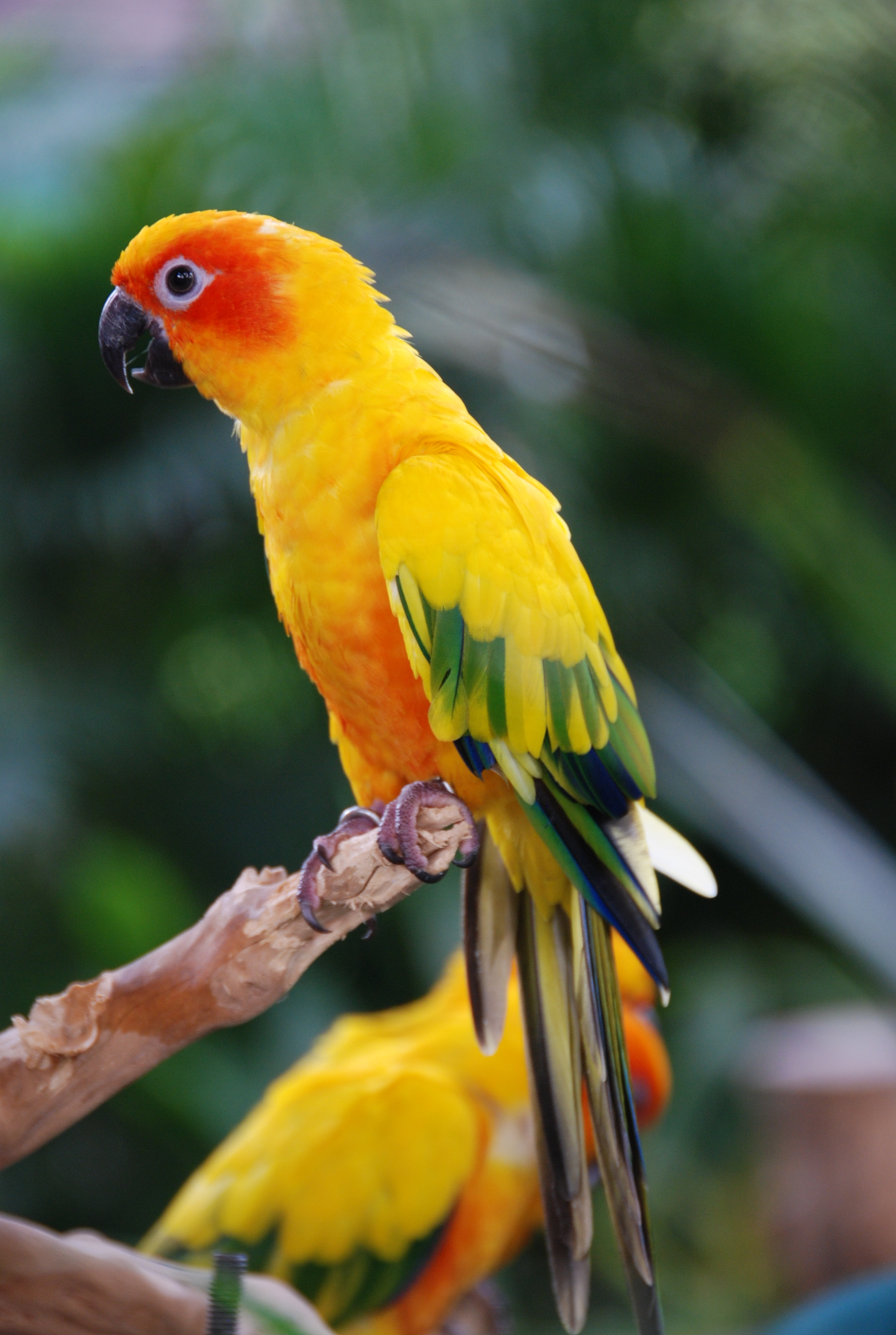
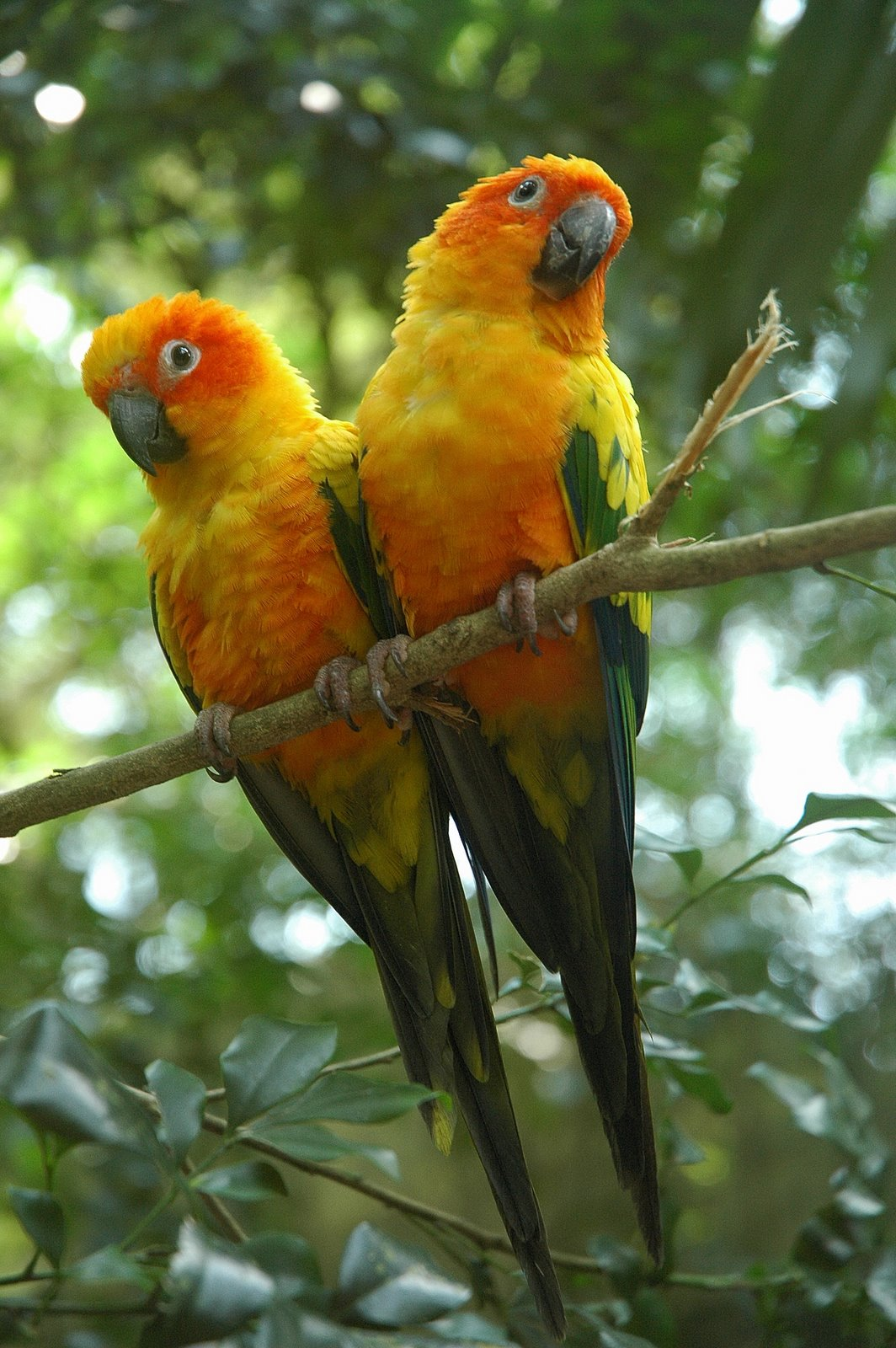
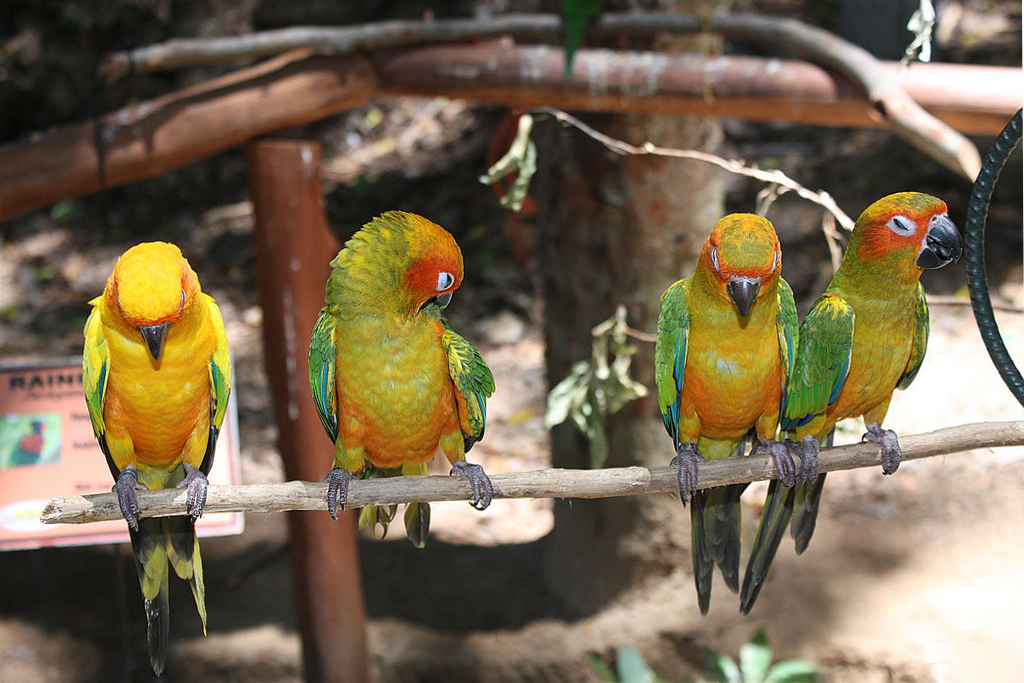
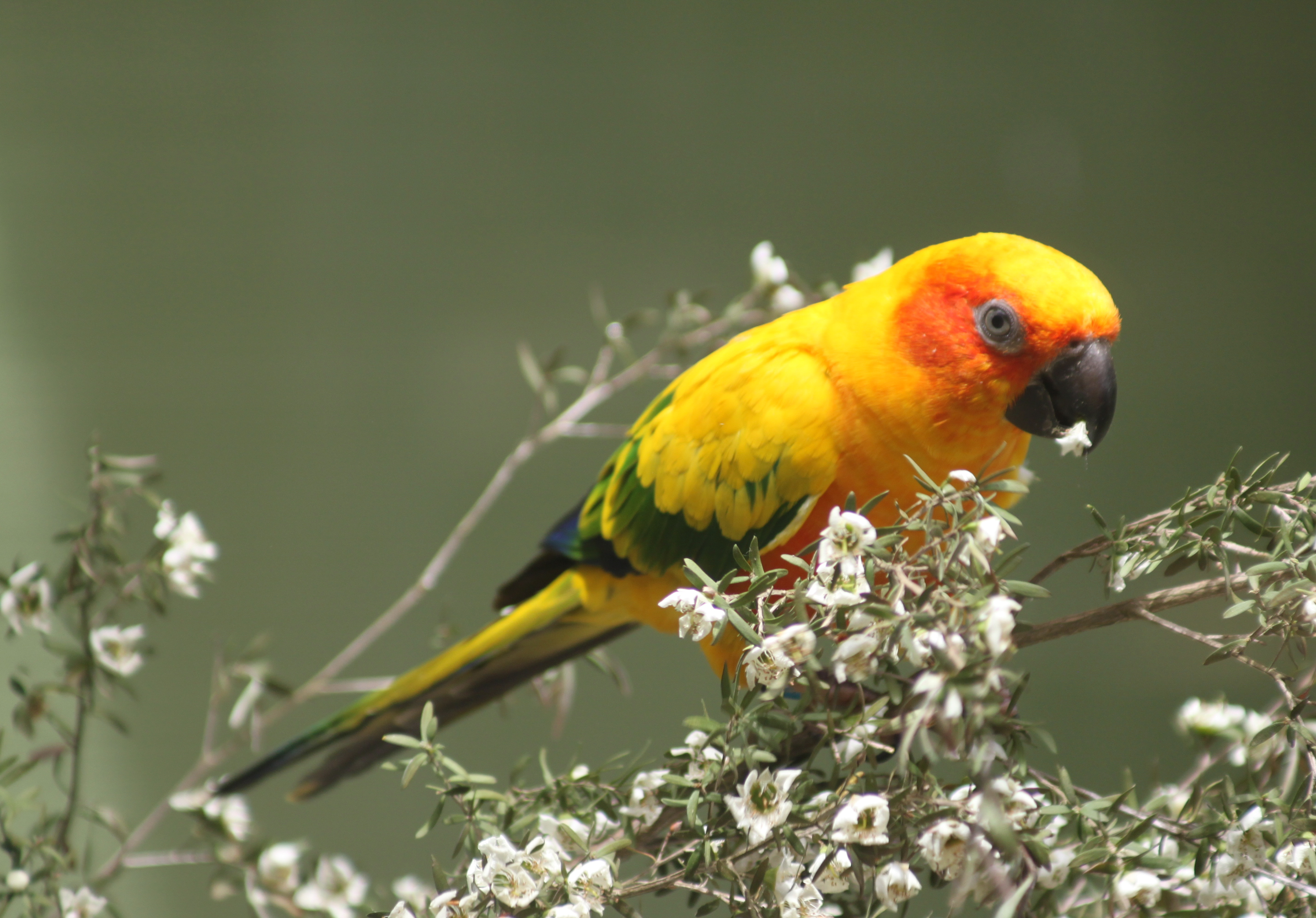